# Voyage
Voyage és el novè àlbum d'estudi del grup de pop suec ABBA, llançat el 5 de novembre de 2021 a través de la seva discogràfica Polar. És el primer àlbum d'estudi de la banda en poc menys de quaranta anys, després de The Visitors, publicat en 1981 i posterior dissolució de la banda el 1982.
L'àlbum va ser anunciat el 2 de setembre de 2021 en una transmissió en viu de YouTube. ABBA va anunciar el 2018 que havien gravat dues cançons, "I Still Have Faith in You" i "Don't Shut Me Down",4 que es van anunciar com els senzills principals de l'àlbum en la transmissió en viu. El grup també va anunciar el concert digital ABBA Voyage que comptarà amb avatars digitals dels membres originals de la banda, a més de comptar amb una banda de 10 integrants. S'espera que la gira comenci el 27 de maig de 2022, al Parc Olímpic Reina Isabel de Londres.
Un lloc web, abbavoyage.com, va ser estrenat el 26 d'agost de 2021;5 altres activitats publicitàries també s'han dut a terme com la ubicació de tanques publicitàries a Londres,6 així com la creació de nous comptes de xarxes
L'àlbum compta amb 10 cançons, una de les quals, Just a Notion es va incloure anteriorment com a part del popurri de cançons ABBA Undeleted que és part de la caixa recopilatòria Thank You for the Music llançada el 1994. Totes les cançons han estat compostes per Benny Andersson i Björn Ulvaeus
El disc va arribar al primer lloc a les llistes britàniques i en altres països com Àustria, Austràlia o Suècia.

## Producció
Antecedents
El 6 de juny de 2016, els membres originals d'ABBA es van reunir després de la seva dissolució el 1982, cantant "The Way Old Friends Do" en una festa privada a Estocolm. Dos anys després, a l'abril de 2018, van anunciar que havien gravat dues cançons noves,1' I Still Have Faith in You13 i Don't Shut Me Down. Les cançons estaven destinades inicialment a ser part d'un especial de televisió produït per NBC i la BBC,15 però això es va canviar més tard a la gira "ABBAtar", que havia estat anunciada mesos abans.

## Promoció
ABC va informar que comercialment parlant l'àlbum està generant un impacte tan gran que és espera que es converteixi en un èxit de vendes durant l'època nadalenca del 2021-2022, ja que l'anunci de la seva distribució va generar un impacte mediàtic important. Així mateix, les entrades per al primer xou d'ABBA Voyage ja superen les 120.000 unides venudes, sent aquestes prevendes per al maig de 2022.
ABBAtars
Els avatars digitals de la banda que apareixeran durant el concert, anomenats "ABBAtars", es van anunciar per primera vegada el setembre de 2017, amb Benny Andersson dient que prendria temps recrear digitalment els seus rostres, mentre que Björn Ulvaeus va assenyalar que estava emocionat per com la tecnologia ha avançat. La gira estava originalment programada per a 2019,17 però degut a retards tècnics i la pandèmia de COVID-19, es va endarrerir fins 2022.
Els ABBAtars utilitzen la mateixa tecnologia del pseudoholograma utilitzada amb "Tupac Shakur" de 2012, sent aquests avatars 3D acompanyats d'una banda en viu. Els mateixos membres han hagut de vestir vestits de captura de moviment per als avatars, amb el treball gràfic i digital realitzat per Industrial Light & Magic.

## Crítica i recepció
L'àlbum va rebre una acollida positiva per part dels fanàtics del grup, però va dividir la crítica especialitzada. 40 anys", mentre que altres com NME i The Guardian van despedazar el disc; aquest últim mitjà va parafrasejar la famosa cançó del grup amb l'afirmació "Not Thank You for the Music".
Pel que fa a les vendes, l'àlbum va arribar al primer lloc a les llistes britàniques i a d'altres països com Àustria, Austràlia, Suècia, etc.

## Llista de cançons
Totes les cançons escrites i compostes per Benny Andersson i Björn Ulvaeus.
- «I Still Have Faith in You»
- «When You Danced with Me»
- «Little Things»
- «Don't Shut Me Down»
- «Just a Notion»
- «I Can Be That Woman»
- «Keep an Eye on Dan»
- «Bumblebee»
- «No Doubt About It»
- «Ode to Freedom»